# Живко Касун
Живко Касун (Северин, 1937 — Карловац, 22. октобар 2009) био је југословенски кошаркаш.

## Биографија
Током кошаркашке каријере наступао је за Жељезничар из Карловца (данас КК Шанац). Играо је у генерацији са Слободаном Колаковићем и Борисом Крижаном, чувени трио Жељезничара који су звали 3К „три Ка”, због истог слова презимена. У избору за најбољег спортисту Карловца био је први 1963. и 1967. године.
Од 1959. до 1966. године био је повремени репрезентативац Југославије, за коју је одиграо 47 утакмица. Као репрезентативац освојио је бронзану медаљу на Европском првенству 1963. године у Пољској.
Преминуо је 22. октобра 2009. године у Карловцу.